# Jean Lassale
Jean Lassale fue una compañía relojera suiza operativa entre 1976 y 2006. Es conocida por haber diseñado el Calibre 1200, con el movimiento de reloj mecánico más delgado hasta entonces: 1,2 mm. En la década de 1970, Pierre Mathys, maestro relojero en La Chaux-de-Fonds, diseñó y construyó el prototipo de un revolucionario calibre, con el objetivo de hacer el reloj más delgado del mundo. Para lograr esta hazaña, basó su diseño en el trabajo de Robert Annen, quien previamente tuvo la idea de usar rodamientos de bolas en la relojería a pequeña escala. Mathys decidió eliminar los puentes y el contrapivote, y en su lugar usar rodamientos de bolas para el eje.

## Historia de la empresa
La empresa Bouchet-Lassale fue fundada por Jean Bouchet-Lassale el 8 de octubre de 1976.
La empresa ganó varios premios por sus relojes:
- Salón Internacional de Invenciones y Técnicas Nuevas; Ginebra 1976:

1. Médaille d'Or avec félicitations (Medalla de oro con felicitaciones)
2. Gran Premio de la ciudad de Ginebra
3. Premio de la Chambre Suisse de l'Horlogerie

- Salón Mundial de Invenciones; Bruselas diciembre de 1976:

1. Gran Premio del Jurado para las innovaciones industriales
2. Médaille d'Or (Medalla de Oro)

- Exposición Internacional de Inventores «77»; Nueva York, 4 de marzo de 1977:

1. Medalla de Oro
2. Premio de Honor
3. Premio al Mérito

En 1978-79, se inició una colaboración entre Bouchet-Lassale SA y la firma Omega, a través de Lemania-Lugrin SA (ubicada en la localidad de L'Orient), ambas empresas filiales del Grupo SSIH (la Société Suisse pour l'Industrie Horlogère, hoy desaparecida). Así, Lemania-Lugrin SA fabricó los calibres 1200 y 2000, y Omega obtuvo una licencia no exclusiva para la producción y venta de dichos movimientos.
En septiembre de 1979, Bouchet-Lassale SA atravesó dificultades financieras y la producción se detuvo. En diciembre de ese mismo año, Claude Burkhalter, entonces director de Lemania-Lugrin SA, declaró durante una reunión interna que «Omega tiene la posibilidad de adquirir la marca Jean Lassale». Sin embargo, la firma fue adquirido por Seiko, mientras que los documentos técnicos y las patentes fueron adquiridos por Claude Burkhalter, quien creó la empresa «Nouvelle Lemania SA». Fundada en 1982, esta empresa continuó las actividades de Lemania-Lugrin SA y produjo desde el principio los sucesores de los calibres 1200 y 2000: los calibres 1210 y 2010 Lemania.
Estos calibres se vendieron en exclusiva a Piaget SA mientras esta empresa mantuvo su independencia. Pero cuando Piaget pasó a estar bajo el control de Cartier, se liberó esta exclusividad, y Nouvelle Lemania SA pudo entonces vender los calibres a diferentes compañías relojeras, entre ellas Vacheron Constantin. En Vacheron, el calibre 1200 se denomina 1160 y el movimiento automático, 1170.
A lo largo de sus años de actividad, la empresa Bouchet-Lassale presentó algunas patentes:
- Dispositivo de sellado para una caja de reloj extraplana e impermeable. Solicitada el 10/11/1980. Diseñador: Pierre Goy. Patente del Reino Unido GB 2 087 603 A. INT CL: G04B 37/11.

- Cierre para brazalete de reloj. Solicitada el 13/06/1983. Diseñador: Jean Bouchez. Patente suiza CH651729 (A5).

La empresa Jean Lassale SA fue excluida de la Cámara de Comercio Suiza el 10 de abril de 2006, tras la quiebra declarada por el Tribunal de Primera Instancia el 23 de junio de 2003. El último director general de la empresa fue el Sr. Hagiwara Yasunori.

## El Calibre 1200
El calibre 1200, con su versión automática, el Calibre 2000, se presentó por primera vez en la Feria Internacional de Relojería de Basilea en abril de 1976. Este movimiento mecánico de cuerda manual tiene un diámetro de 20,4 mm y un grosor de 1,2 mm. Existe una versión automática de 2,08 mm de grosor. Alberga 14 rodamientos de bolas, y cada uno utiliza bolas de 0,20 mm. Estos rodamientos están insertados en una platina de 1,2 mm de grosor. Su frecuencia es de 21.600 Alt/H y su reserva de marcha es de 35 horas. Cuenta con 11 rubíes. El calibre 1200 (y su versión automática 2000) se fabricaron entre 1976 y 1979 en la factoría que la empresa Bouchet-Lassale SA tenía en el número 30 de la rue des Voisins, en Ginebra, Suiza. Las cajas de oro procedían de «Ateliers réunis», empresa también ubicada en Ginebra.
La patente de este movimiento se solicitó en Suiza el 18 de febrero de 1976. Posteriormente, se solicitó en EE. UU. el 2 de enero de 1979 con el código US4132061A.
El resumen de la patente es:

Un movimiento de reloj extrafino, de cuerda manual o automática, en el que al menos una rueda pivota en posición de voladizo mediante un rodamiento de bolas miniaturizado de una sola pista.

## Robert Annen y el rodamiento de bolas
Robert Annen fue un ingeniero suizo que presentó cerca de 75 patentes relacionadas con la relojería y la aeronáutica, entre otras. Algunas a su nombre, otras bajo el nombre de empresas como "ROULEMENTS A BILLES MINIATURES", "LOUIS MULLER ET CIE S.A. FABRIQUE", "PARECHOC SA [CH]; ROCHAT FRERES S.A."
Para la empresa "ROULEMENTS A BILLES MINIATURES" (Rodamiento de bolas en miniatura), solicitó 17 patentes. Una lista de sus patentes incluye:
- RODAMIENTO DE BOLAS O RODILLOS (para LOUIS MULLER ET CIE), 30/06/1936[13]
- RODAMIENTO DE BOLAS ANULAR (para LOUIS MULLER ET CIE), 31/12/1935[14]
- RODAMIENTO DE BOLAS (para LOUIS MULLER ET CIE), 04/06/1935[15]
- DISPOSITIVO DE CONTROL DE PILOTO DE AERONAVES (a su nombre), 16/11/1943[14]
- Giroscopio indicador del norte geográfico (a su nombre), 30/06/1968[16]
- MÉTODO DE PERFORACIÓN DE MATERIALES DUROS (para PARECHOC SA; ROCHAT FRERES SA), 03/06/1969[17]
- Palier à roulement (para ROULEMENTS A BILLES MINIATURES), 30/06/1956[18]
- Cojinete de eje sellado con aceite (para ROULEMENTS A BILLES MINIATURES), 07/09/1954[19]
- Dispositivo de sellado para cojinetes antifricción (para ROULEMENTS A BILLES MINIATURES), 15/08/1956[20]
- Rodamiento de bolas para balancines de cuerda en movimientos de relojes automáticos (para ROULEMENTS A BILLES MINIATURES), 17/08/1954[21]
- Dispositivo para el montaje pivotante de la masa de cuerda de un mecanismo automático en movimientos para relojes (para ROULEMENTS A BILLES MINIATURES), 25/05/1954[22]
- Rodamiento de bolas (para ROULEMENTS A BILLES MINIATURES), 09/11/1943[23]
- Rodamiento de bolas para ejes de rotor (para ROULEMENTS A BILLES MINIATURES), 07/03/1939[24]

## Ejemplos de relojes Jean Lassale

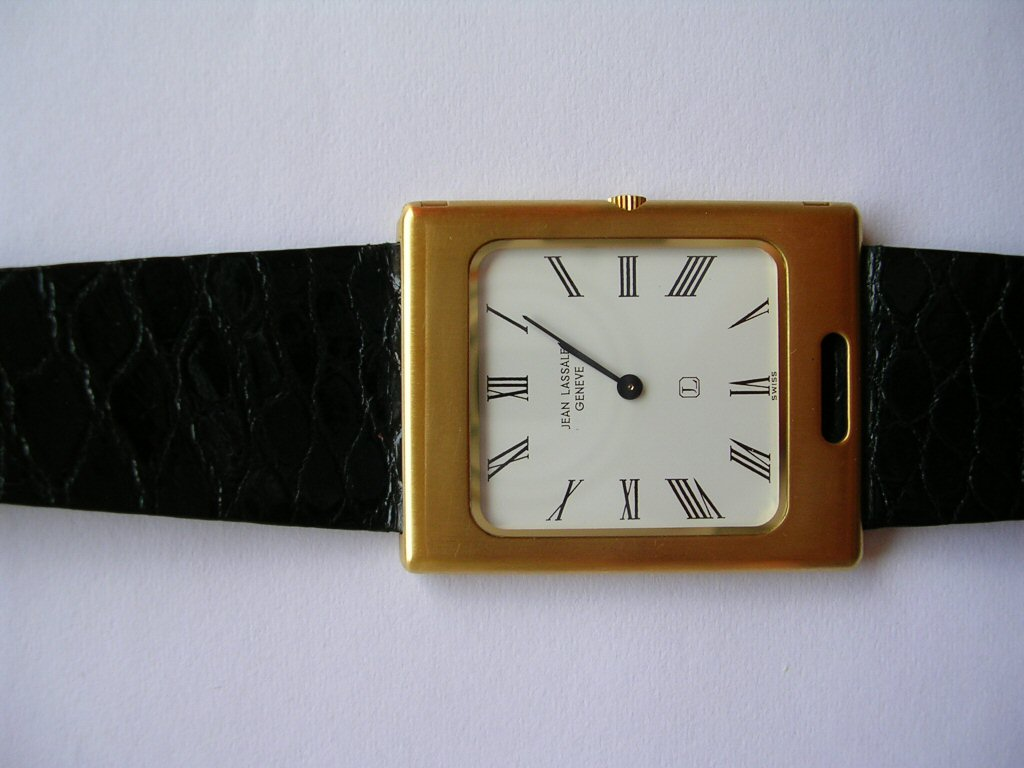
Este reloj se transforma en un reloj de mesa.
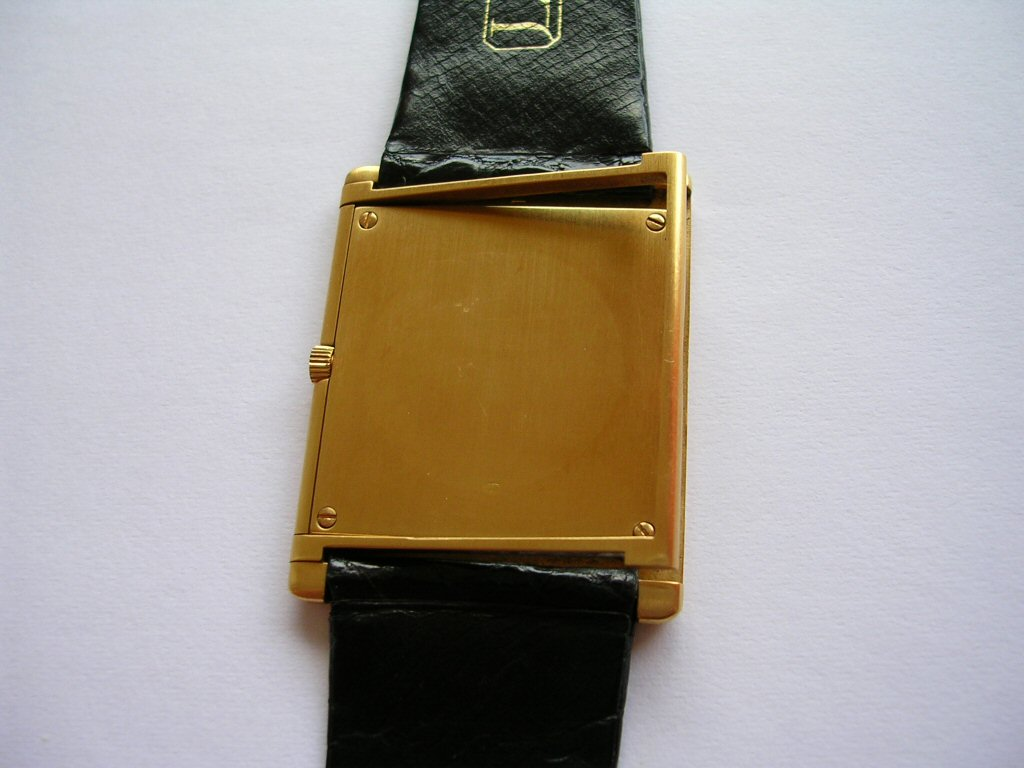
Vista de la parte trasera del reloj
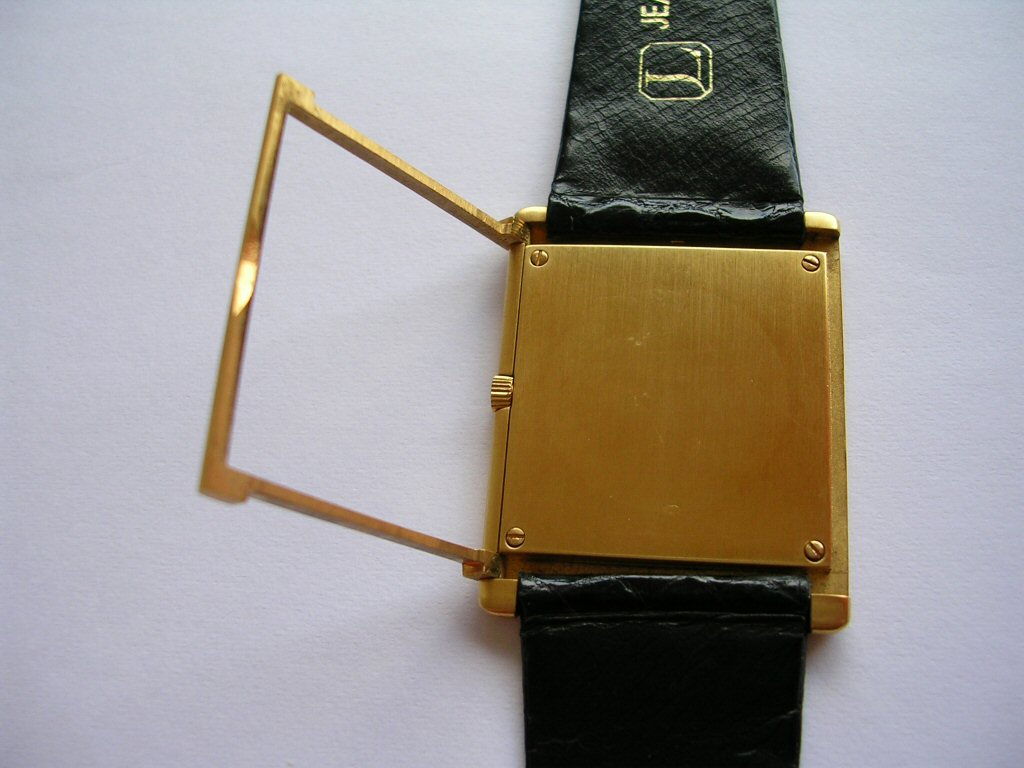
Transformación en curso de reloj de pulsera a reloj de mesa
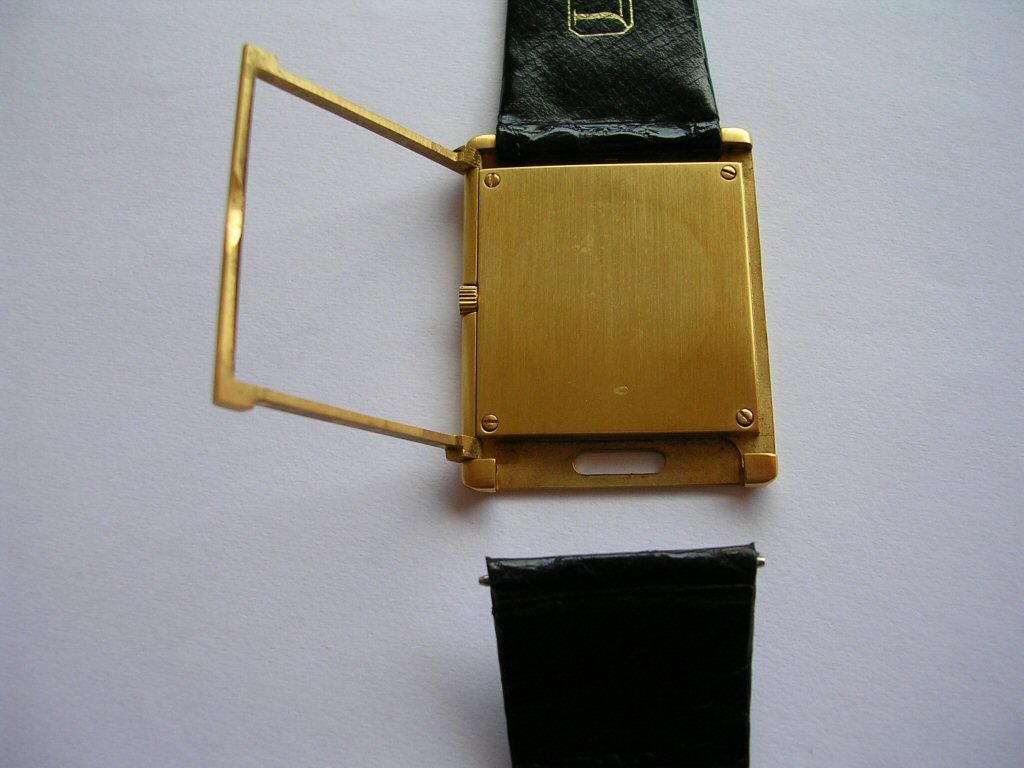
Retirada de la correa inferior
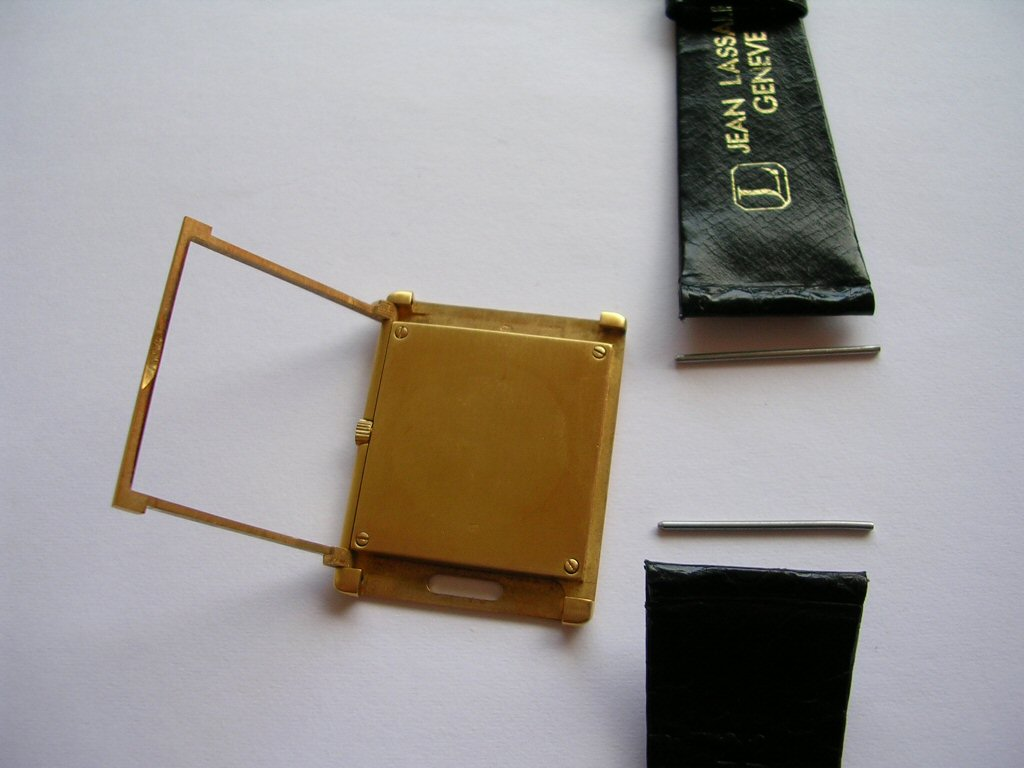
Ambas correas retiradas.
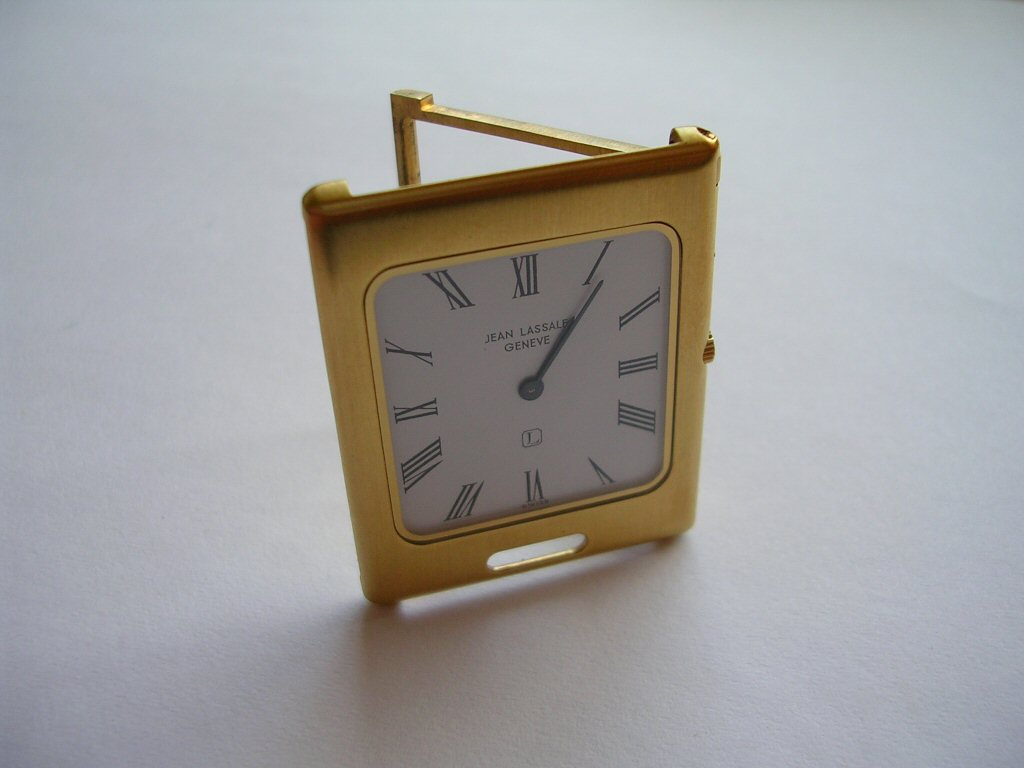
El reloj de mesa Jean Lassale
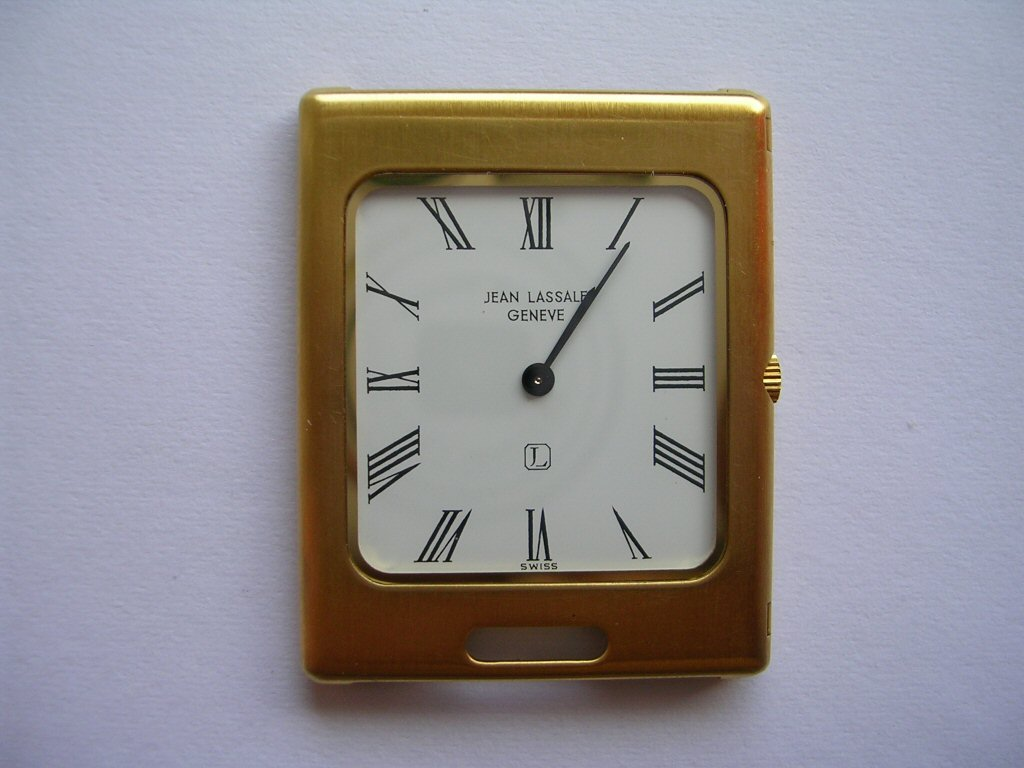
Vista frontal
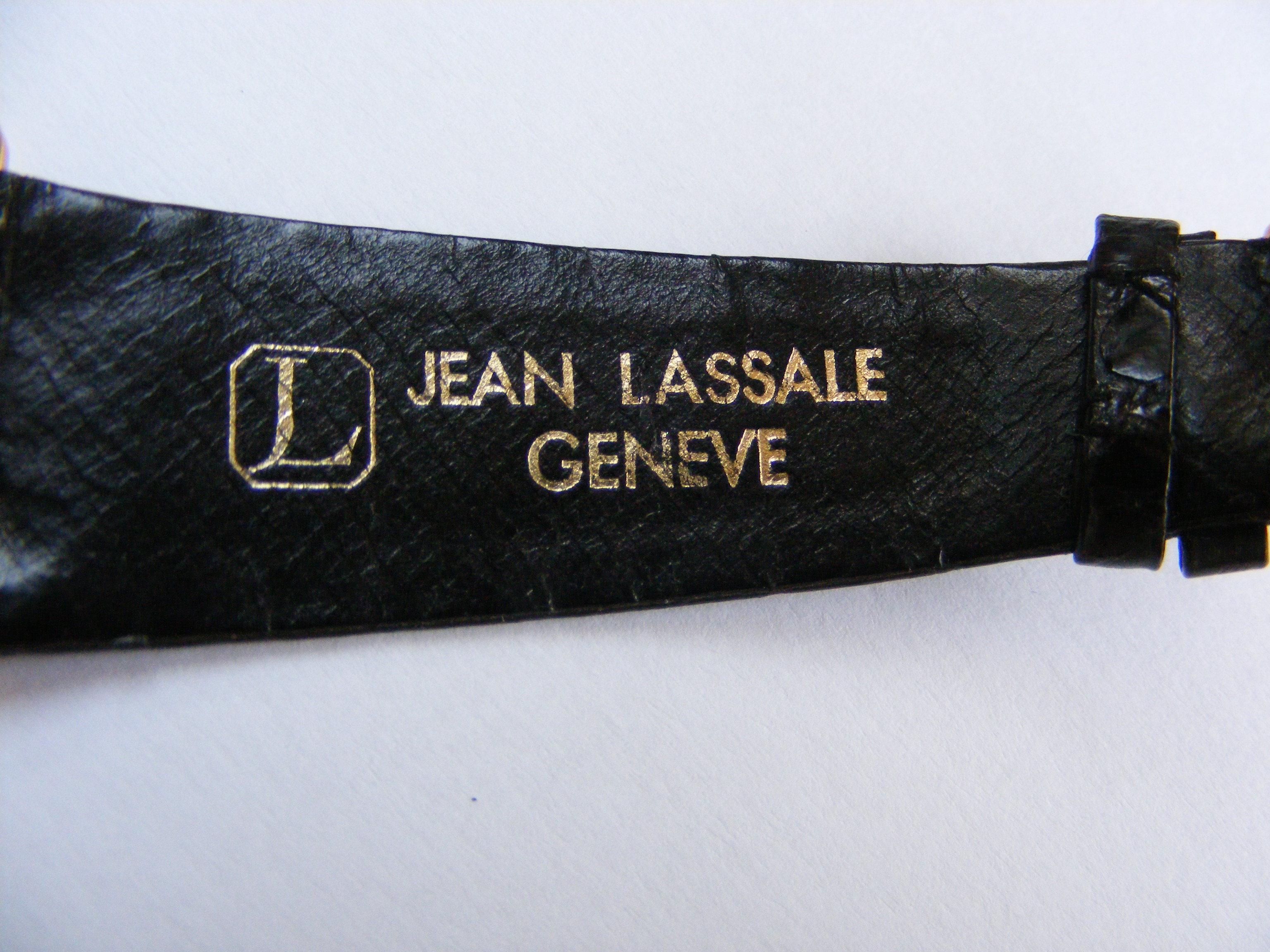
Correa del reloj
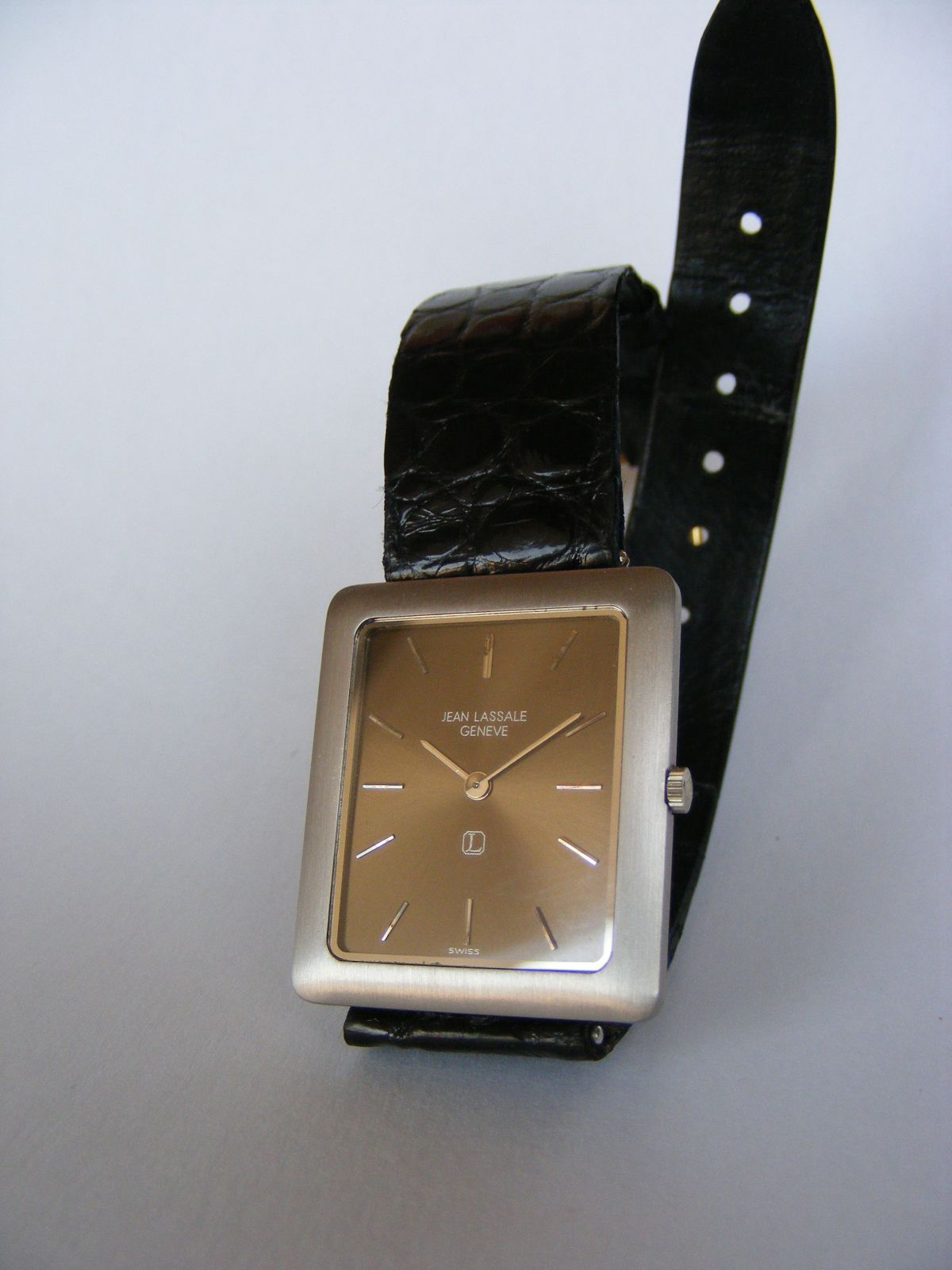
Oro blanco (Calibre 1200)
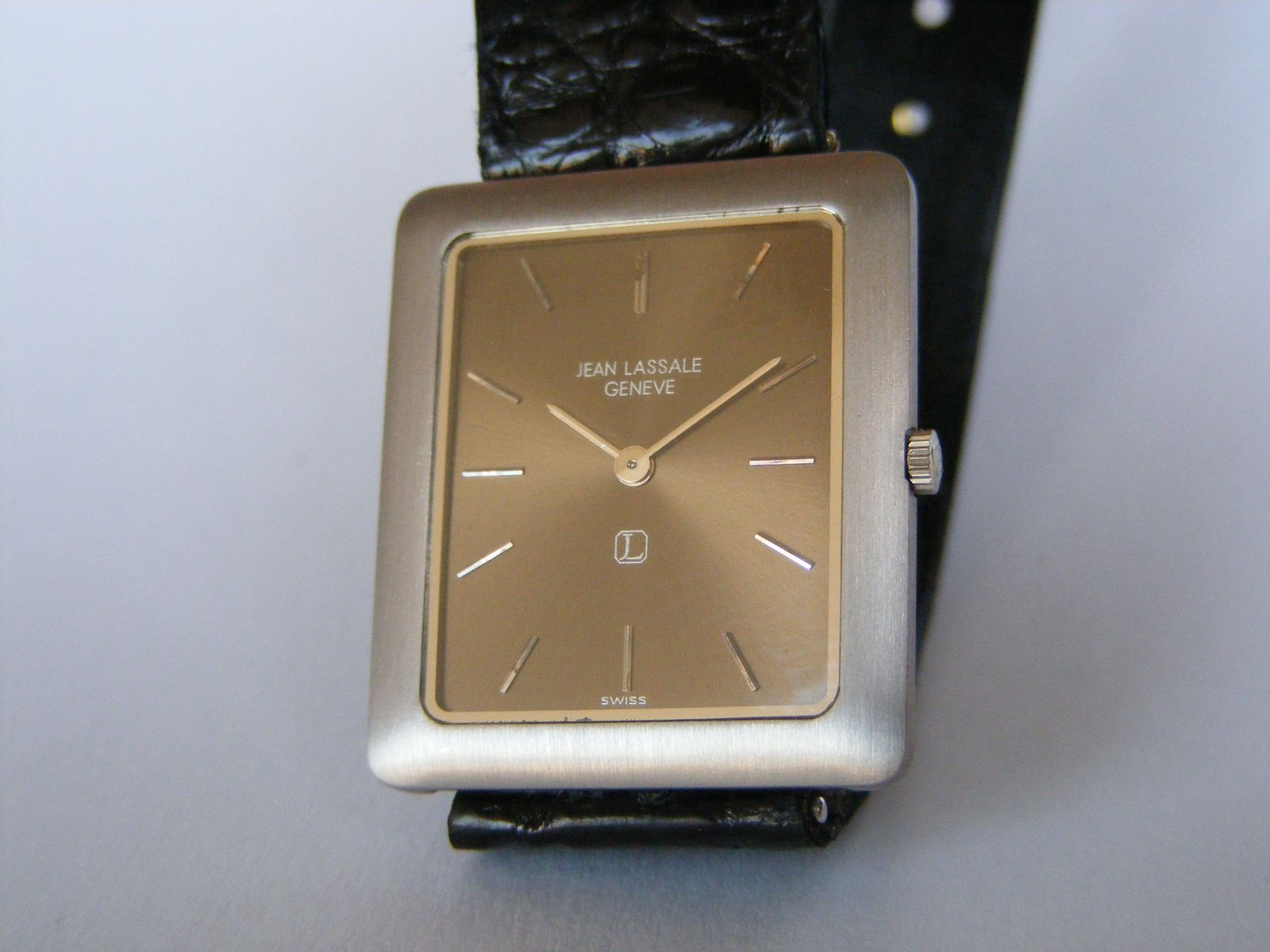
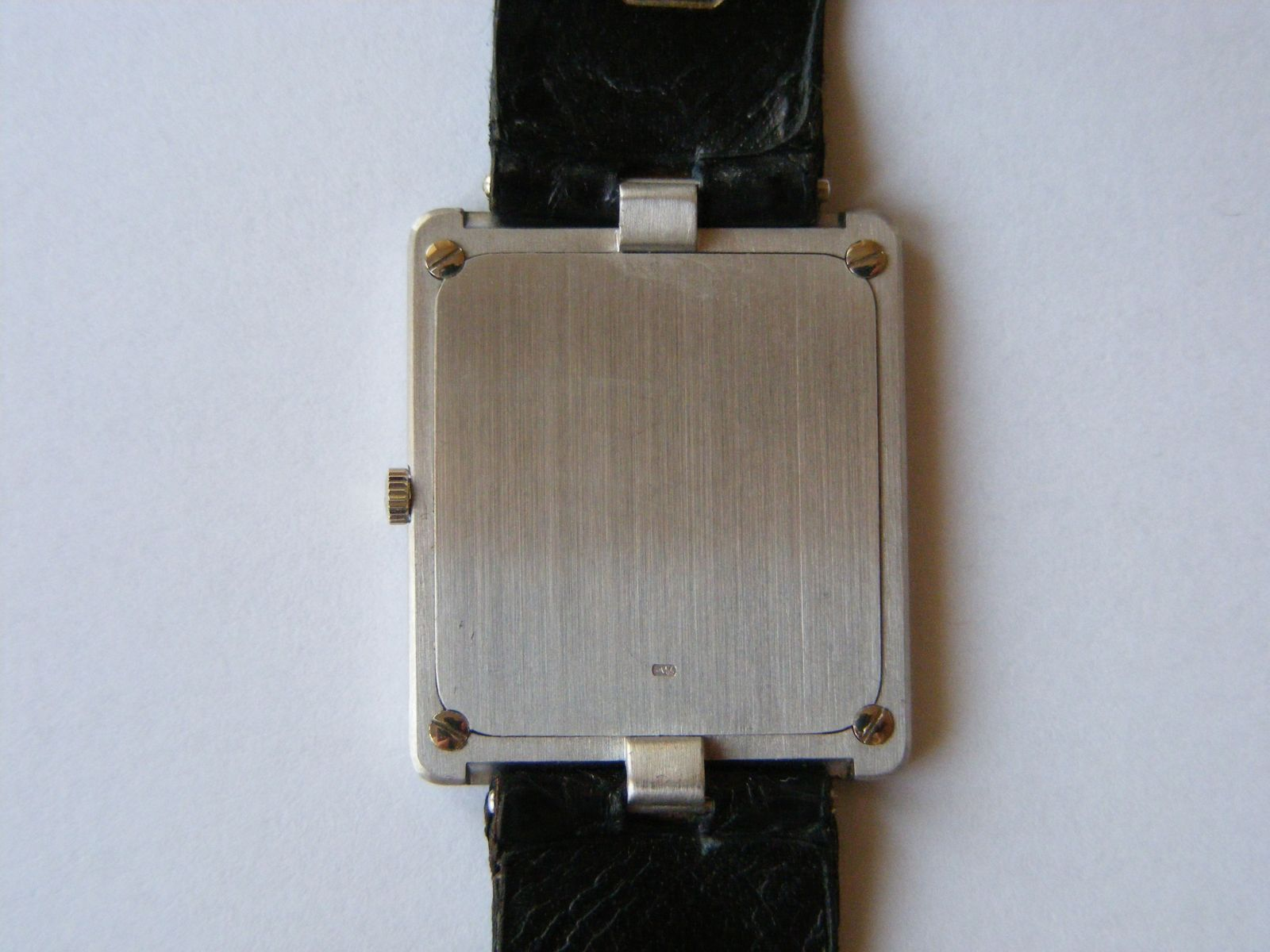
Parte trasera del reloj
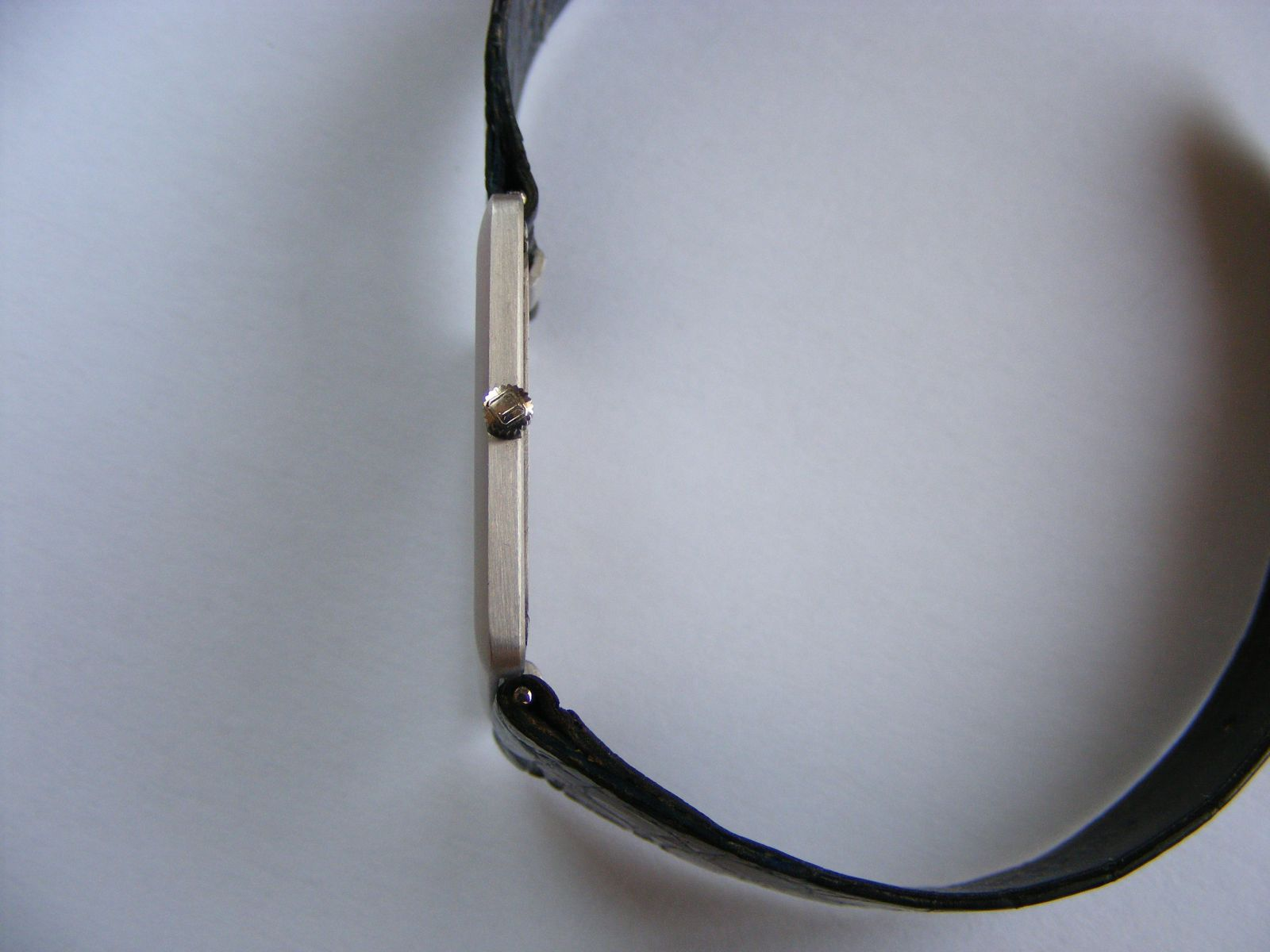
Vista lateral
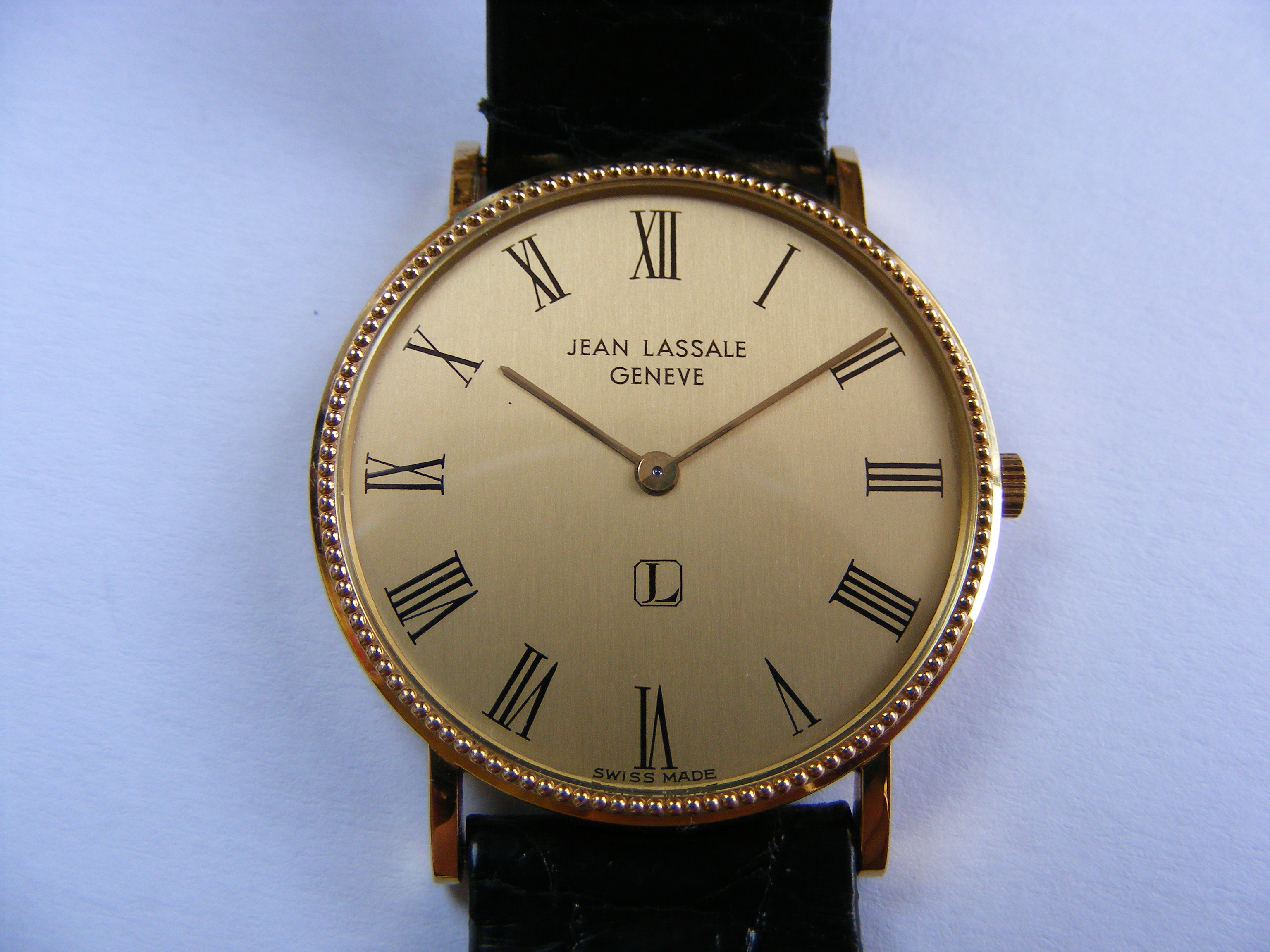
Oro amarillo; fondo de caja transparente.
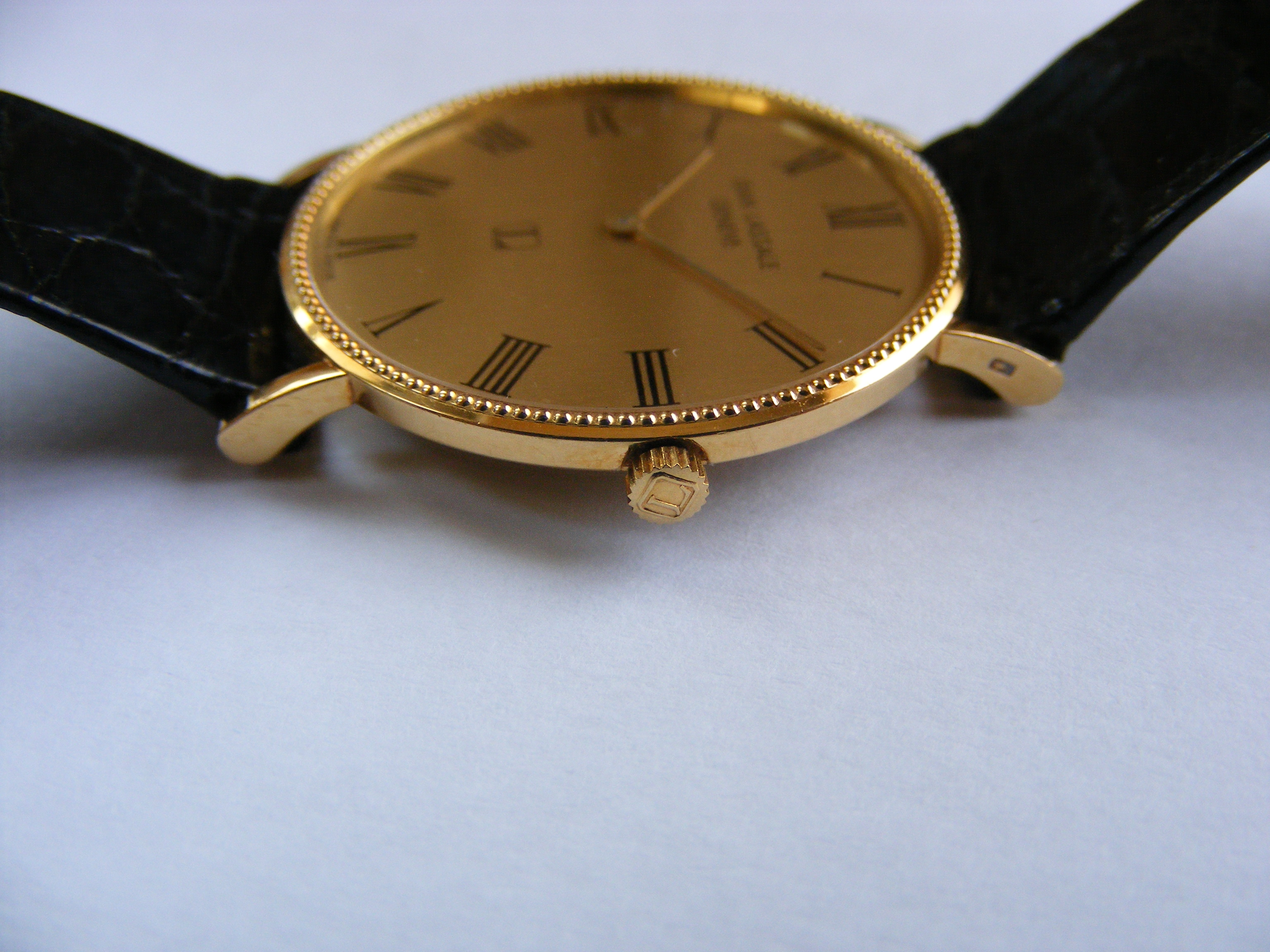
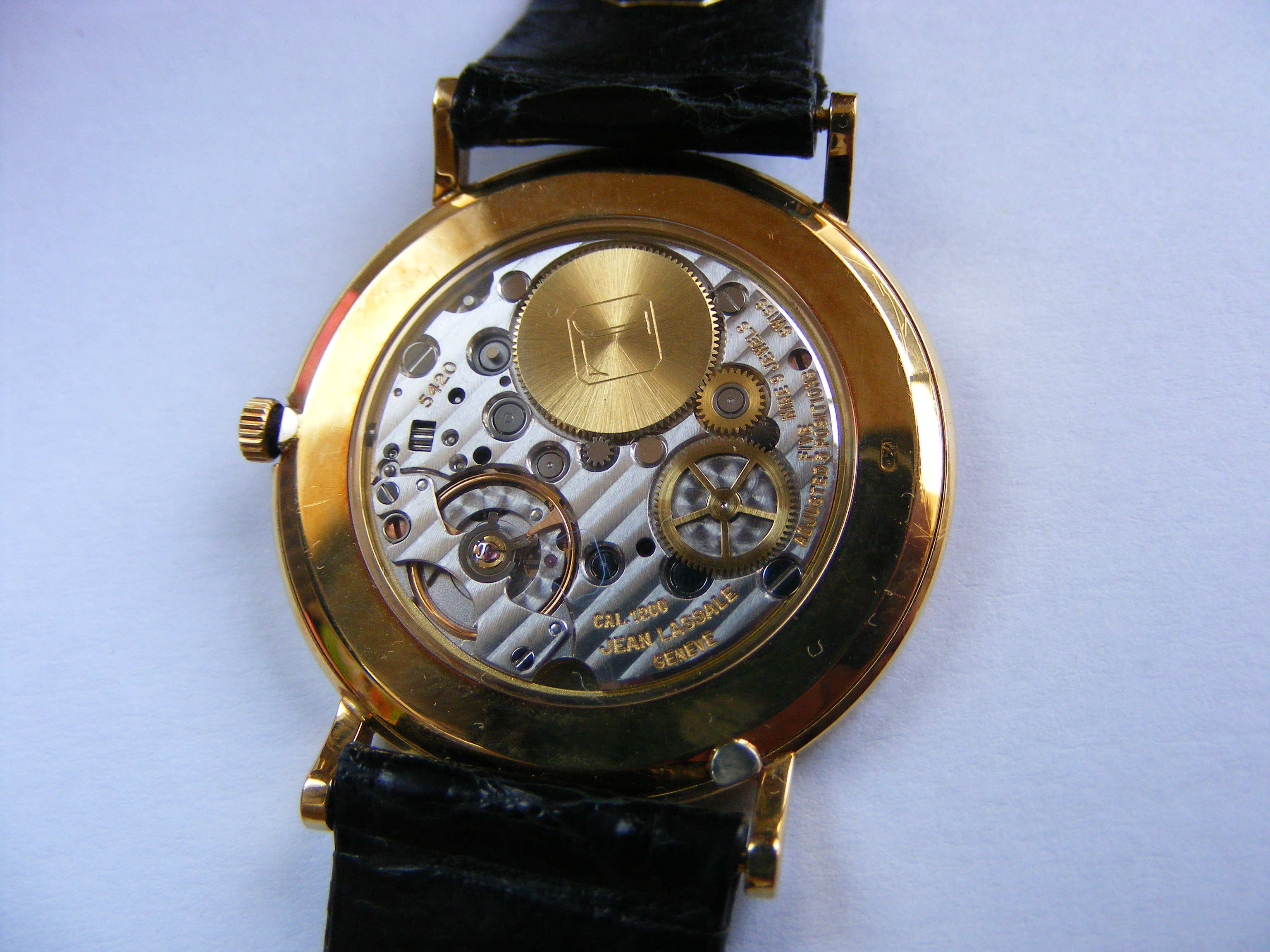
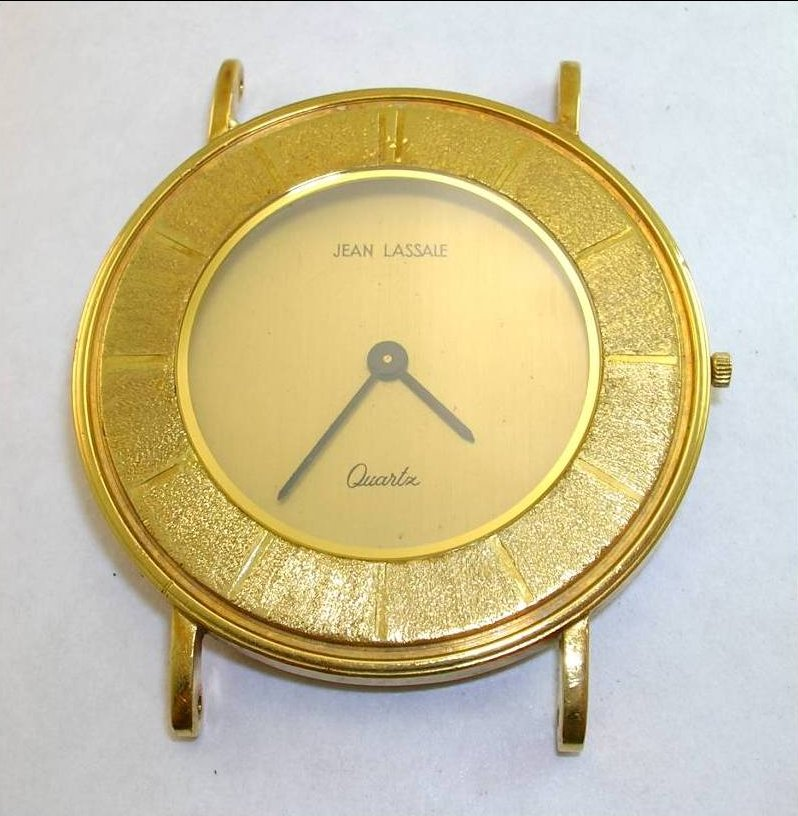
Un reloj de cuarzo Jean Lassale
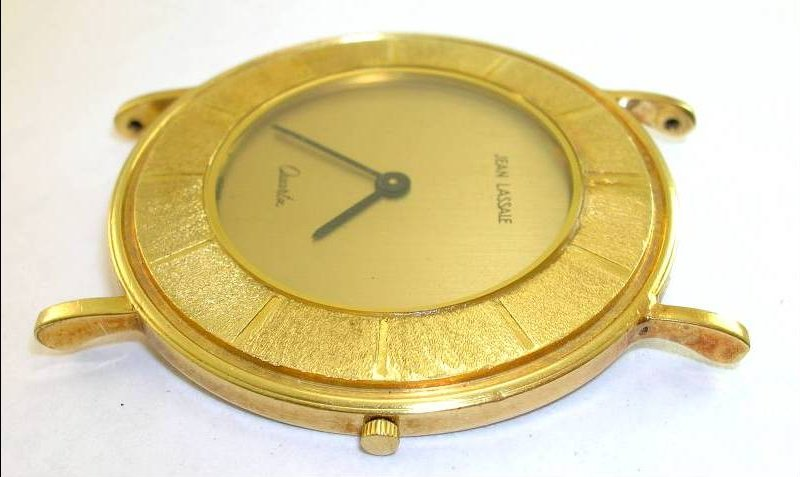
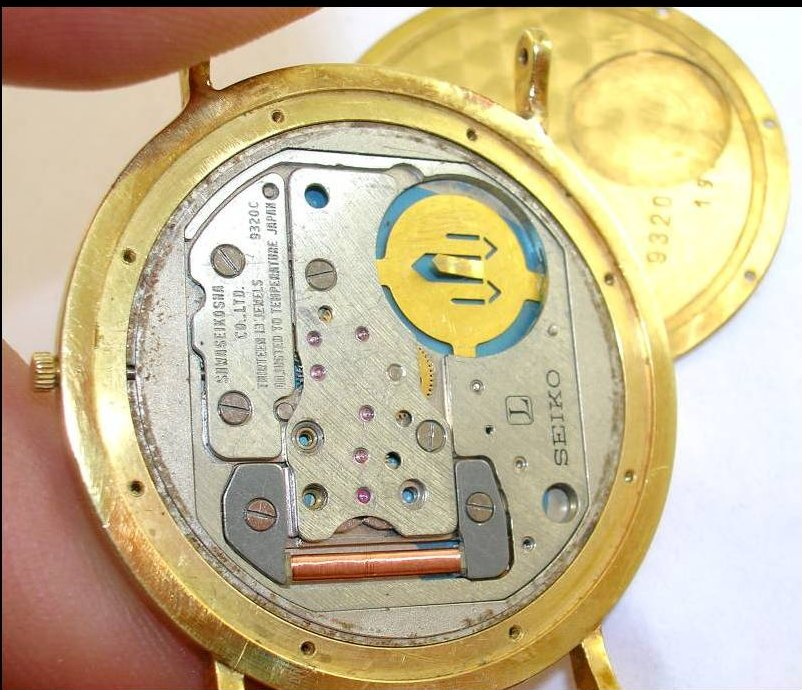
El movimiento de cuarzo
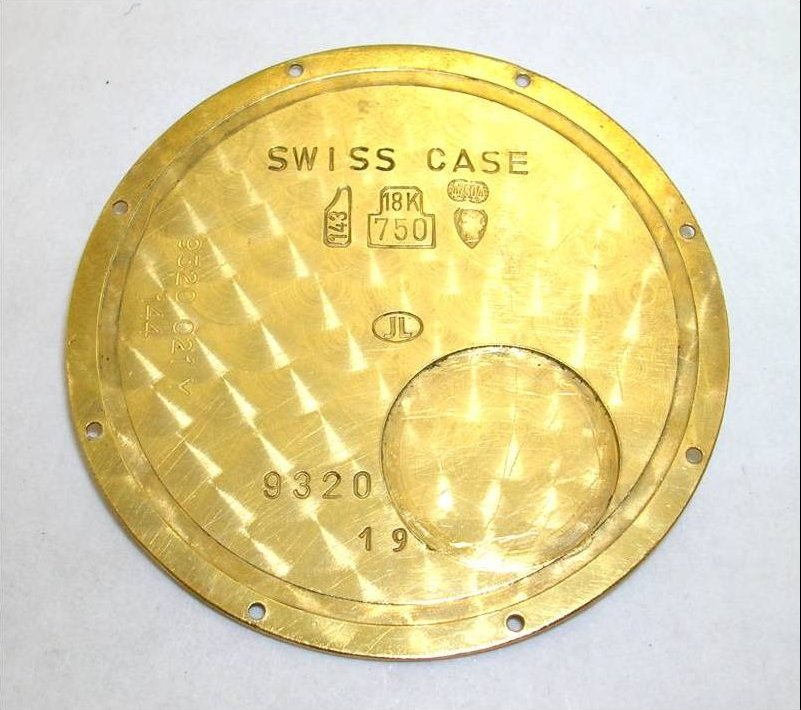
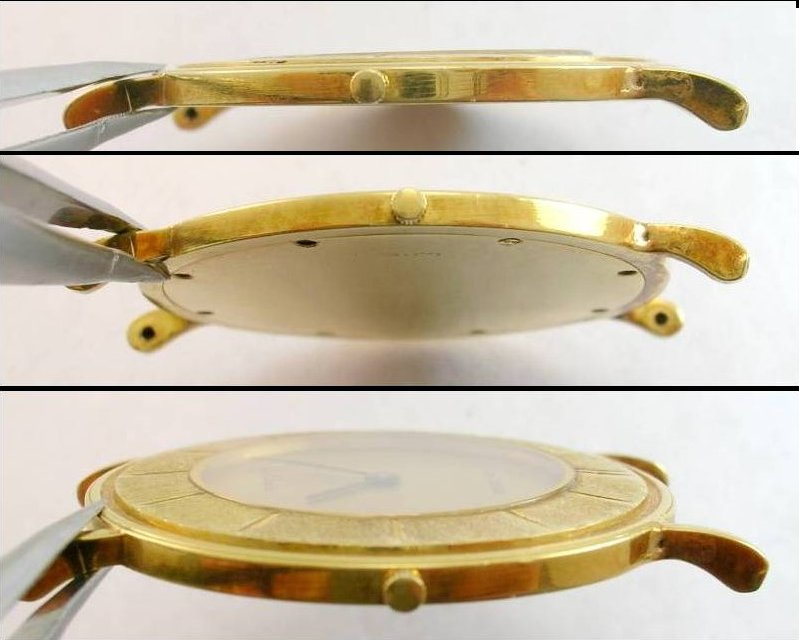

## Imágenes de los calibres Jean Lassale

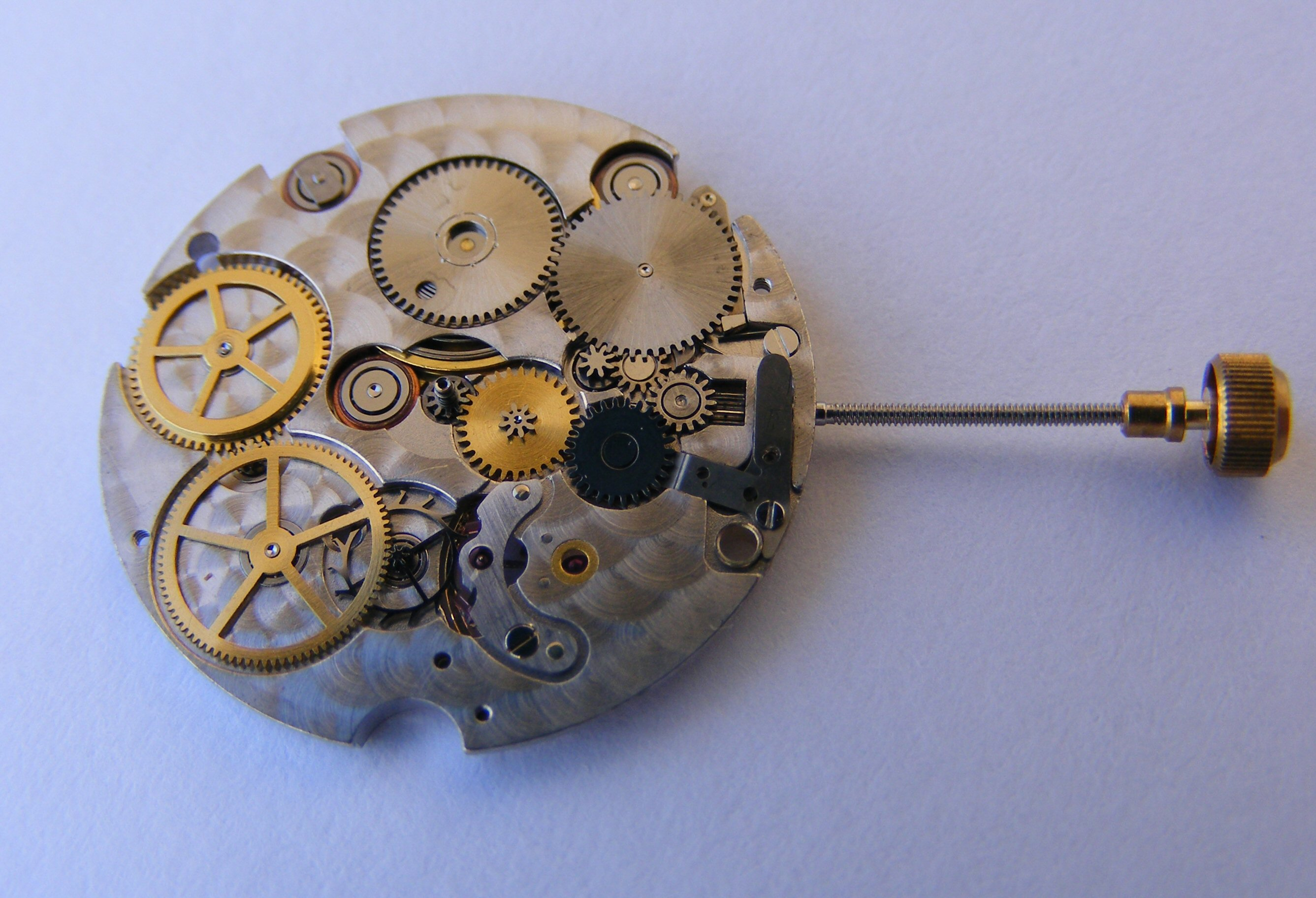
Calibre 1200 (Delante)
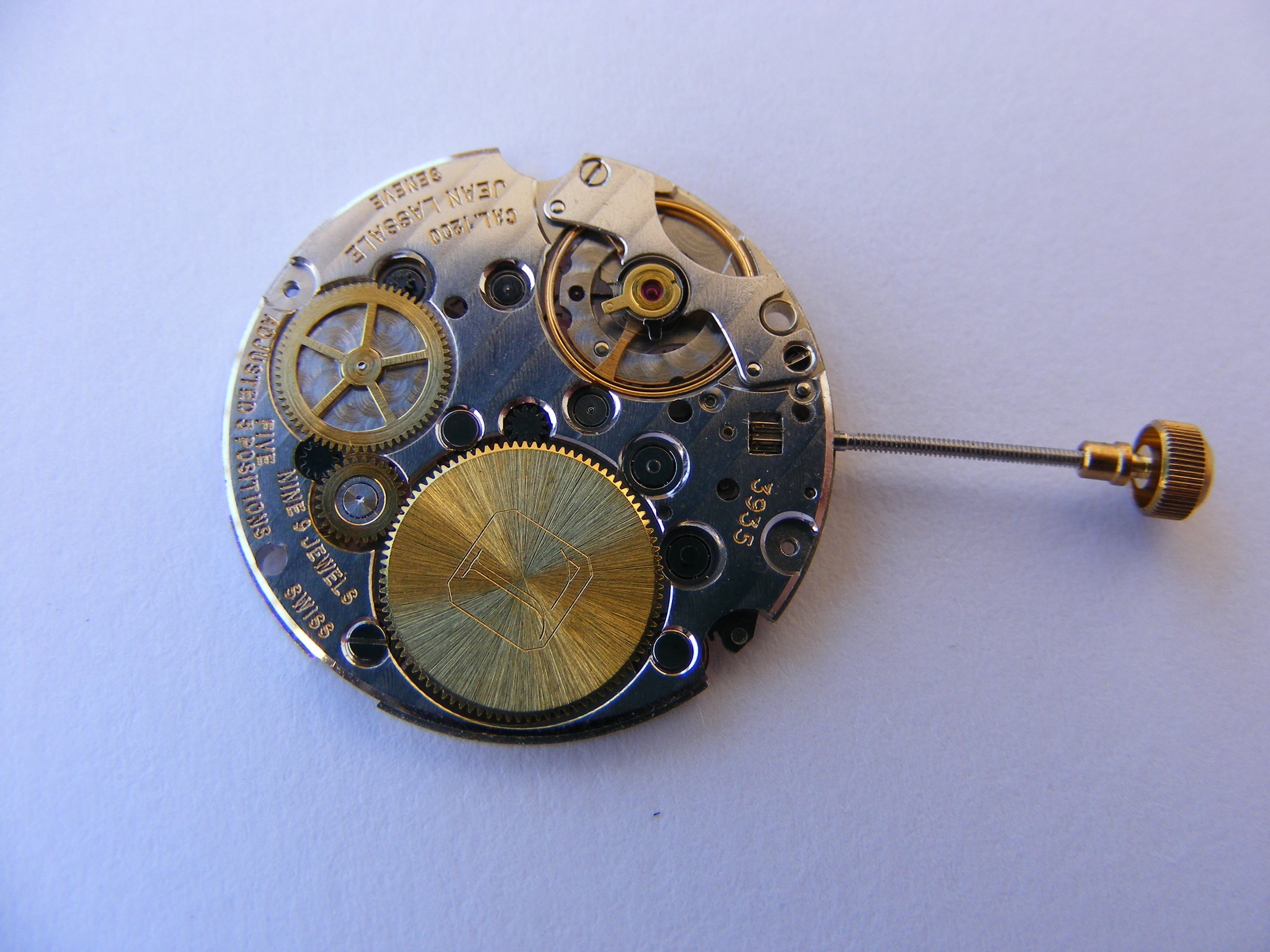
Calibre 1200 (Detrás)
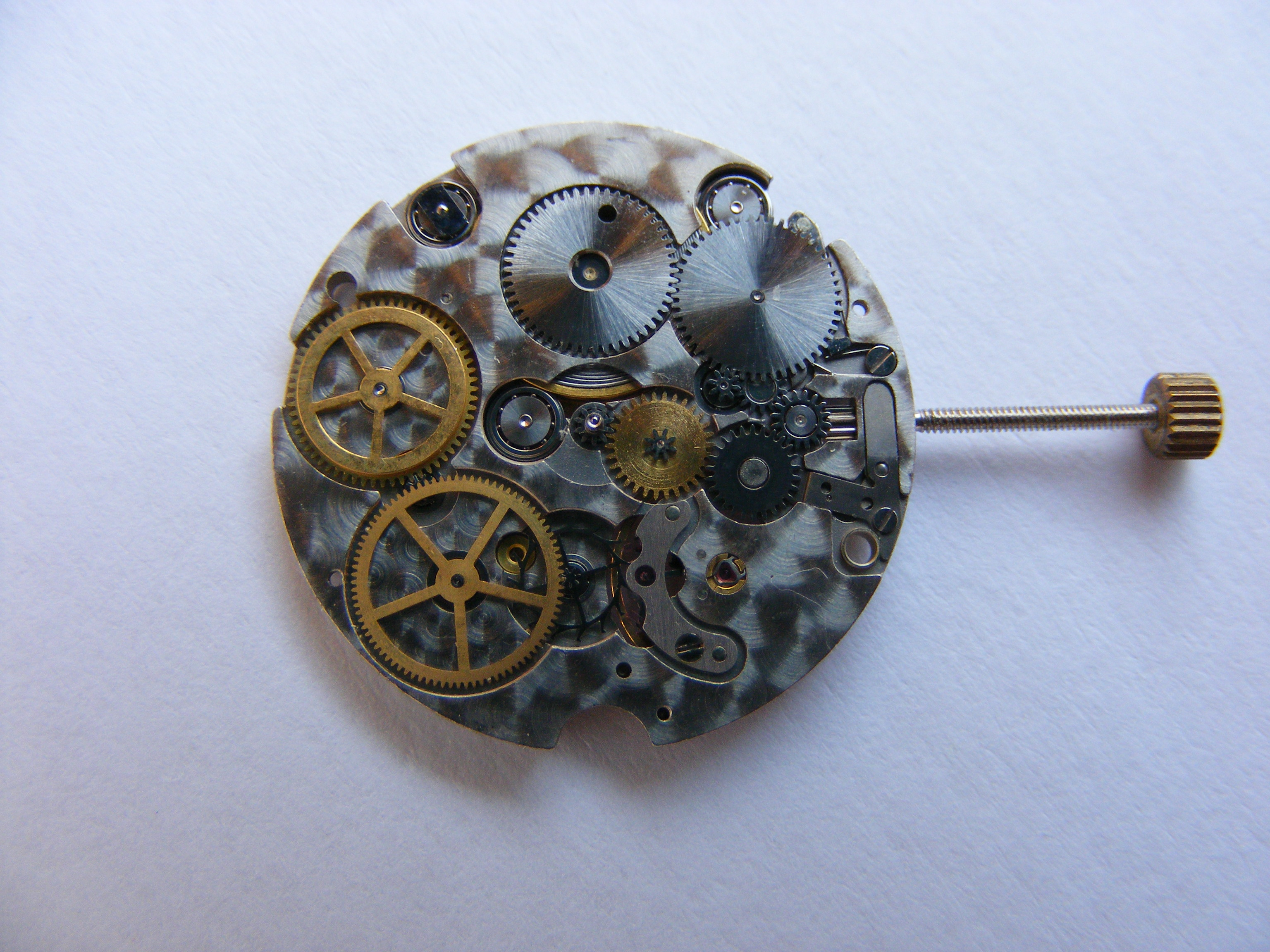
Calibre 2000 (Delante)
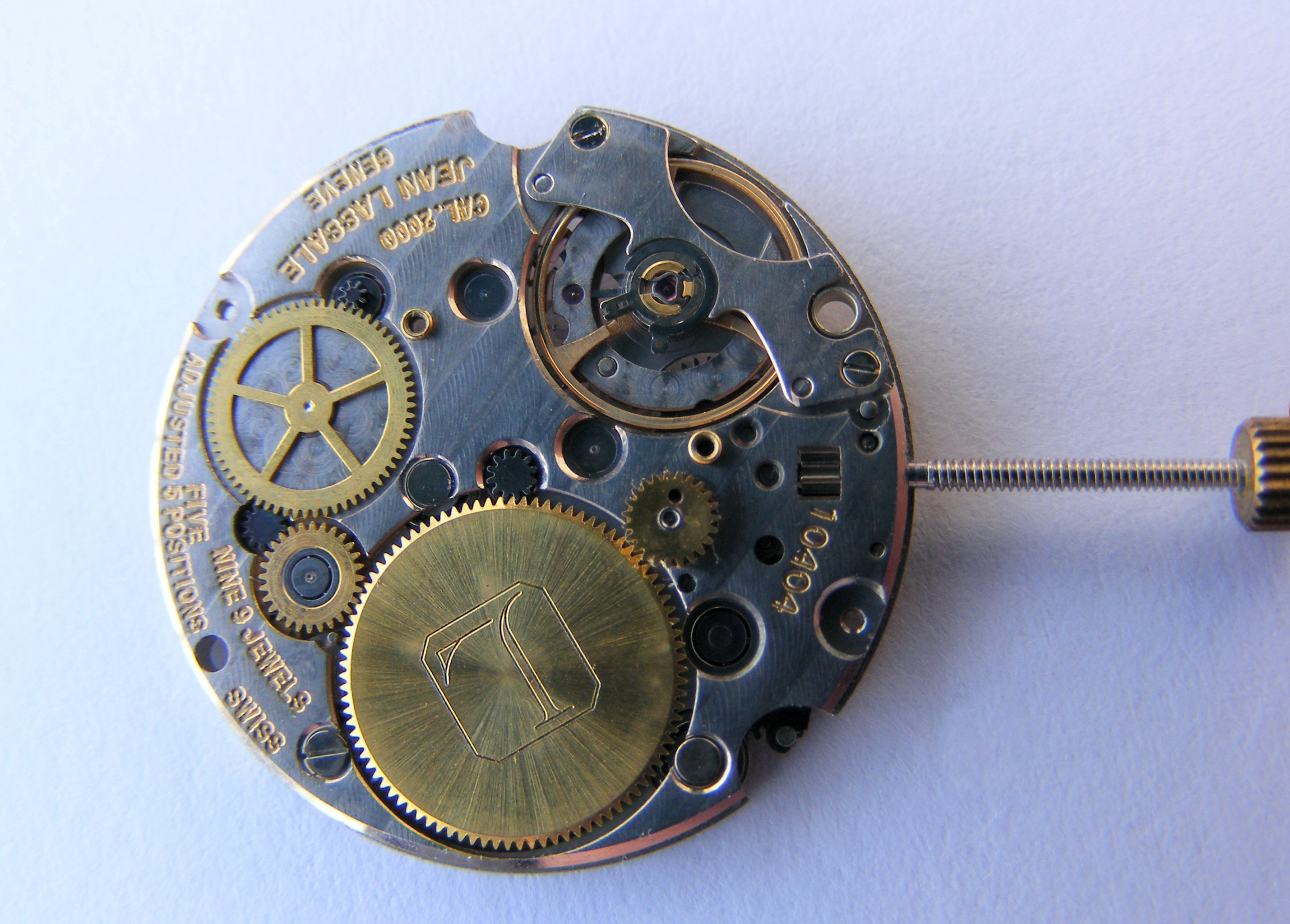
Calibre 2000 (Detrás, con el balancín de recarga automática quitado)